# Lipophrys adriaticus
Lipophrys adriaticus és una espècie de peix de la família dels blènnids i de l'ordre dels perciformes.

## Morfologia
- Els mascles poden assolir 4 cm de longitud total.[4]

## Reproducció
És ovípar.

## Distribució geogràfica
Es troba a la mar Adriàtica, el mar Egeu, el Mar de Màrmara i la mar Negra.